# Sofia Augusta de Anhalt-Zerbst
Sofia Augusta de Anhalt-Zerbst (9 de Março de 1663 – 14 de Setembro de 1694), foi uma nobre alemã, pertencente à Casa de Ascania e, por casamento, uma duquesa de Saxe-Weimar.
Nascida em Zerbst, foi a décima-primeira dos catorze filhos de João VI, Príncipe de Anhalt-Zerbst e da princesa Sofia Augusta de Holstein-Gottorp. Entre os seus treze irmãos, apenas quatro chegaram à idade adulta: Carlos Guilherme, António Günther, João Adolfo e João Luís.

## Casamento e descendência
Em Zerbst, a 11 de Outubro de 1685, Sofia Augusta casou-se com João Ernesto III, Duque de Saxe-Weimar. Tiveram cinco filhos, dos quais apenas dois chegaram à idade adulta:
1. João Guilherme de Saxe-Weimar (4 de Junho de 1686 - 14 de Outubro de 1686), morreu aos quatro meses de idade.
2. Ernesto Augusto I, Duque de Saxe-Weimar (19 de Abril de 1688 - 19 de Janeiro de 1748), mais tarde herdou os distritos de Eisenach e Jena. Casou-se primeiro com a princesa Leonor Guilhermina de Anhalt-Köthen; com descendência. Casou-se depois com a princesa Sofia Carlota de Brandemburgo-Bayreuth; com descendência.
3. Leonor Cristiana de Saxe-Weimar (15 de Abril de 1689 - 7 de Fevereiro de 1690), morreu aos dez meses de idade.
4. Joana Augusta de Saxe-Weimar (6 de Julho de 1690 - 24 de Agosto de 1691), morreu aos treze meses de idade.
5. Joana Carlota de Saxe-Weimar (23 de Novembro de 1693 - 2 de Março de 1751), morreu solteira e sem descendência.

Sofia Augusta morreu em Weimar, aos trinta-e-um anos de idade e foi sepultada na Fürstengruft, em Weimar.

## Genealogia
| Sofia Augusta de Anhalt-Zerbst | Pai: João VI, Príncipe de Anhalt-Zerbst | Avô paterno: Rodolfo, Príncipe de Anhalt-Zerbst                  | Bisavô paterno: Joaquim Ernesto, Príncipe de Anhalt    |
| Sofia Augusta de Anhalt-Zerbst | Pai: João VI, Príncipe de Anhalt-Zerbst | Avô paterno: Rodolfo, Príncipe de Anhalt-Zerbst                  | Bisavó paterna: Leonor de Württemberg                  |
| Sofia Augusta de Anhalt-Zerbst | Pai: João VI, Príncipe de Anhalt-Zerbst | Avó paterna: Madalena de Oldemburgo                              | Bisavô paterno: João VII, Conde de Oldemburgo          |
| Sofia Augusta de Anhalt-Zerbst | Pai: João VI, Príncipe de Anhalt-Zerbst | Avó paterna: Madalena de Oldemburgo                              | Bisavó paterna: Isabel de Schwarzburg-Blankenburg      |
| Sofia Augusta de Anhalt-Zerbst | Mãe: Sofia Augusta de Holsácia-Gottorp  | Avô materno: Frederico III, Duque de Holsácia-Gottorp            | Bisavô materno: João Adolfo, Duque de Holstein-Gottorp |
| Sofia Augusta de Anhalt-Zerbst | Mãe: Sofia Augusta de Holsácia-Gottorp  | Avô materno: Frederico III, Duque de Holsácia-Gottorp            | Bisavó materna: Augusta da Dinamarca                   |
| Sofia Augusta de Anhalt-Zerbst | Mãe: Sofia Augusta de Holsácia-Gottorp  | Avó materna: Maria Isabel da Saxónia, Duquesa de Holsáci-Gottorp | Bisavô materno: João Jorge I, Eleitor da Saxônia       |
| Sofia Augusta de Anhalt-Zerbst | Mãe: Sofia Augusta de Holsácia-Gottorp  | Avó materna: Maria Isabel da Saxónia, Duquesa de Holsáci-Gottorp | Bisavó materna: Madalena Sibila da Prússia             |